# کسمه

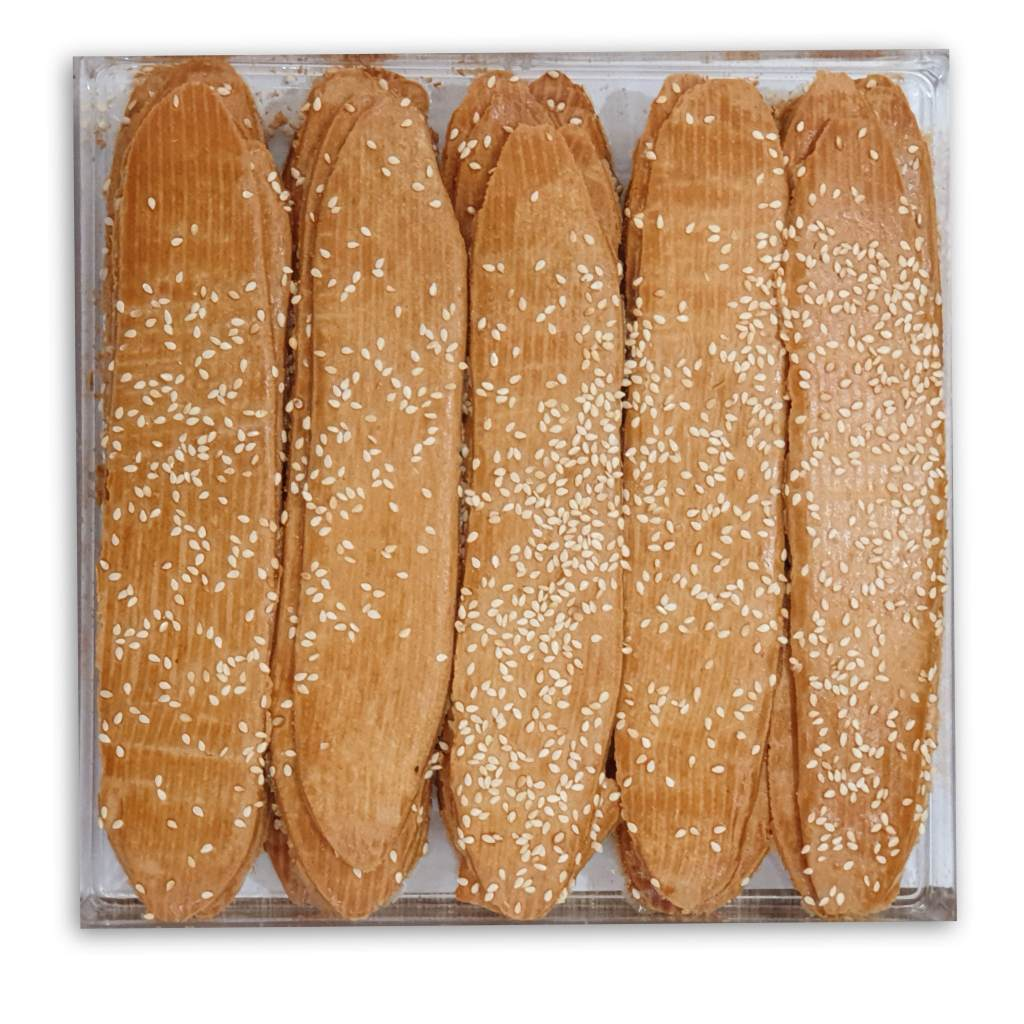
نان کسمه

کسمه نوعی نان شیرینی است که در قزوین به قاق کسمه شهرت دارد و در قم و اراک و پیشوا نیز پخته می‌شود. قاق کسمه با آرد گندم، شکر، روغن یا کره، تخم مرغ، شیر یا ماست پخته می‌شود و روی آن را تخم مرغ و کنجد می‌زنند. این شیرینی، ترد و نازک و کم شیرینی است. 
در منطقه لیراوی استان بوشهر به تفاله کنجد کسمه (با ضمه کاف و میم فتحه) می گویند که در جنگ های قدیم کاربری اش به عنوان گلوله آتشین بوده و مهاجمان به درون قلعه ها پرتاب می کرده اند.